# Книга чувств
«Книга чувств» (фр. Je n'aime que toi) — мелодрама с элементами эротики, не рекомендуется детям до 18 лет. Премьера состоялась 23 января 2004 года в Канаде. В России этот фильм известен под названием «Моя единственная любовь» и демонстрировался в широком прокате с 2005 года.

## Сюжет
Канада, начало 2000-х годов, зима. Маститый, пожилой писатель Жорж Герен находится в состоянии творческого кризиса. Однако издатель требует от него новый, успешный в коммерческом отношении роман, который нужно закончить в скором времени. Случайно в кафе Герен знакомится с миловидной молодой проституткой по прозвищу Дейзи, читавшей его книги, и в прошлом мечтавшей стать писательницей. Особенно ей понравился роман «Кошка в водосточной трубе». Откровенная история жизни Дейзи, психологическая атмосфера её взаимоотношений с клиентами, интимные подробности, которые она рассказывает ему за деньги, вдохновляют постепенно возбуждающегося Герена на новую, необычную для его творчества книгу. Для наглядности откровений девушка приглашает писателя в номер гостиницы, где в деталях знакомит его со своим телом, рассказывает ему о переживаниях от профессиональной сексуальной практики, о своеобразных интимных предпочтениях.
Увлечённый рассказами Дейзи писатель настолько входит в азарт, что не торопится на встречу с собственным сыном, которого давно не видел. У Герена возникает личная симпатия и привязанность к собеседнице, он приглашает Дейзи на свою дачу, в заснеженных окрестностях Монреаля, там в маленьком уютном домике, где горит камин, они первый и единственный раз становятся любовниками. В голове растроганного престарелого мэтра возникает мысль расстаться с пожилой супругой и связать оставшуюся жизнь с новой знакомой.
Черновик книги приводит в шок всех, кто знал Герена. Однако издатель в восхищении, он предсказывает, что книгу раскупят в Европе и в Америке. Наступает момент презентации книги, которую Герен назвал «Моя единственная любовь» (однако Дейзи на неё не пришла). Теперь жизнь автора забурлила — он полон сил и желания измениться. Но Дейзи хранила от него мрачный секрет, который слишком поздно раскрылся.

### Контекст
В мелодраме, в частности, в художественной форме осмысливаются психологические и этико-философские аспекты альтернативной практики в классических гетеросексуальных отношениях.

## В ролях
| Актёр             | Роль         |
| ----------------- | ------------ |
| Мишель Форже      | Жорж Герен   |
| Ноэми Годен-Виньо | Дейзи        |
| Доротей Берримен  |              |
| Жан-Николя Верье  |              |
| Франс Кастель     | мадам Бретон |